# Xian de Luanchuan
Le xian de Luanchuan (chinois : 栾川县 ; pinyin : Luánchuān xiàn) est un district administratif de la province du Henan en Chine. Il est placé sous la juridiction de la ville-préfecture de Luoyang.

## Démographie
La population du district était de 306 295 habitants en 1999.